# Palomar 4
Palomar 4 (kurz: Pal 4) ist ein Kugelsternhaufen im Sternbild Großer Bär. Pal 4 wurde im Jahre 1949 von Edwin Hubble entdeckt und ein Jahr später von Albert George Wilson nochmals aufgefunden.
Anfänglich wurde Pal 4 zeitweise als Zwerggalaxie eingeordnet. Später wurde jedoch festgestellt, dass es sich um einen Kugelsternhaufen handelt. Die hellsten Einzelsterne besitzen eine scheinbare Helligkeit von 18 mag.